# 妙顕寺 (敦賀市)

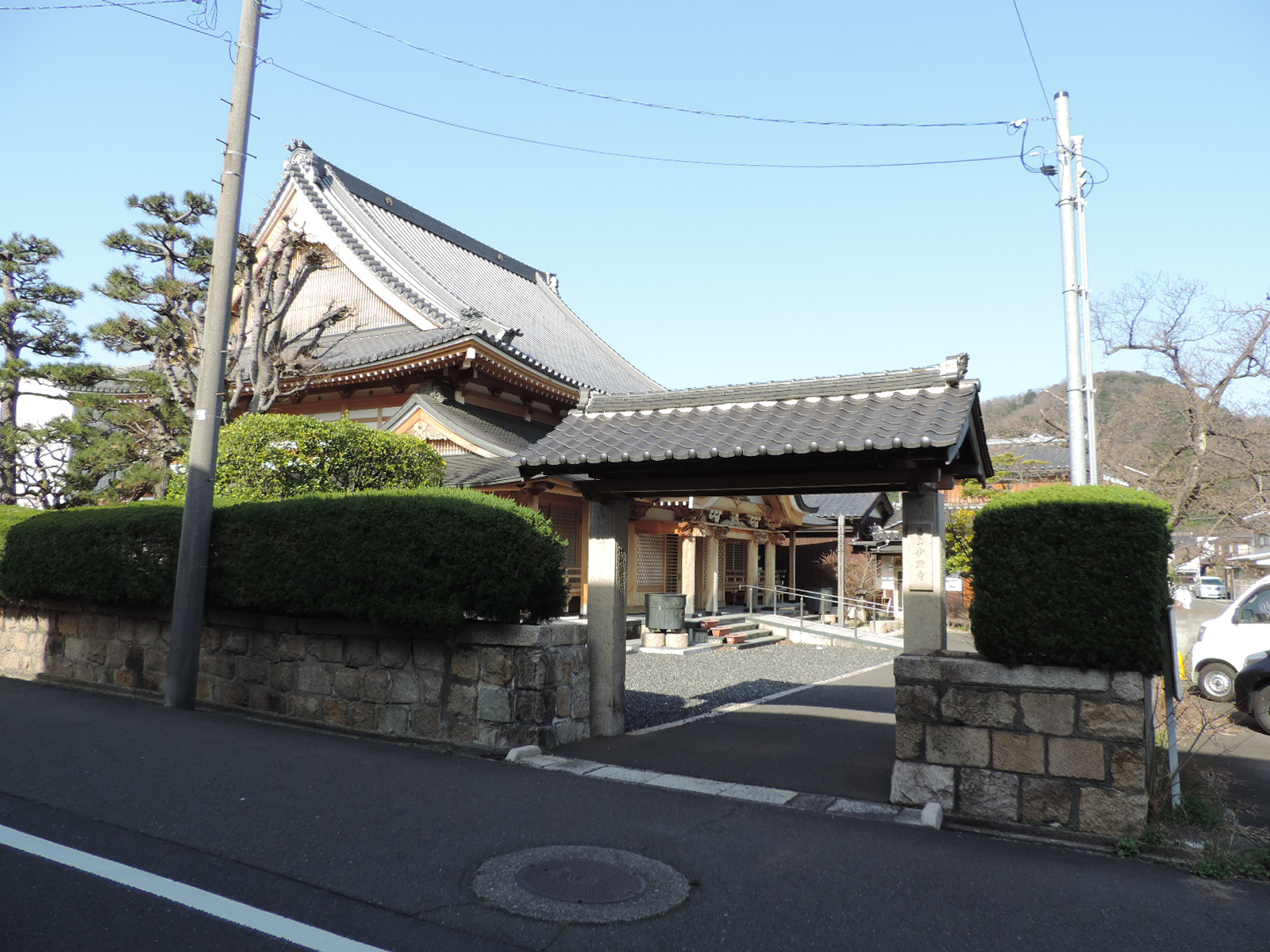
外観（2020年撮影）。

妙顕寺（みょうけんじ）は、福井県敦賀市元町にある日蓮宗の寺院。山号は最初具足山。妙顕寺四箇聖跡の一つ。旧本山は大本山妙顕寺(四条門流)、奠師法縁(奠統会)。

## 歴史
霊亀元年（715年）創建、天長2年（825年）藤原武智麻呂（北家藤原家）が造仏の春鴬山気比神宮寺が起源という。永仁2年（1294年）日像が別当の覚円と法論し折伏、日蓮宗に改宗した。宝永年間（1704年－1710年）と天保年間（1831年－1844年）の二度の火災で伽藍を焼失する。その後復興するが昭和20年（1945年）太平洋戦争の敦賀大空襲で三度焼失した。現在の本堂は平成26年（2014年）に再建されたもの。

## 伽藍
- 本堂
- 山門　平成19年（2007年）再建。
- 鐘楼　平成19年（2007年）再建。

## 参考資料
- 日蓮宗寺院大鑑編集委員会『宗祖第七百遠忌記念出版 日蓮宗寺院大鑑』大本山池上本門寺 (1981年)
- 日蓮宗新聞　2014年5月10日

座標: 北緯35度39分24.8秒 東経136度4分19.5秒 / 北緯35.656889度 東経136.072083度